# Pere Gratacòs i Boix
Pere Gratacós i Boix (Besalú, 14 de febrer de 1958) és un exfutbolista professional i exentrenador de futbol català. Com a defensa va desenvolupar la major part de la seva carrera a la UE Figueres. Va dirigir la selecció catalana entre els anys 2005 i 2009.

## Carrera esportiva

### Com a jugador
Gratacós va arribar al planter del FC Barcelona el 1974, a 16 anys, i va jugar en diverses categories per edats. Va debutar com a professional amb el Reial Valladolid la temporada 1979–80, com a cedit, i va ajudar a una promoció a la Segona Divisió; posteriorment tornaria al FC Barcelona B, on va fer de capità.
Gratacós va jugar cinc partits amb el primer equip del FC Barcelona, tot i que cap de La Liga. El 1983 va deixar el club, i va fitxar pel CA Osasuna, en què va jugar només dos partits el seu primer any a la primera divisió. Es va especular que marxaria al Reial Saragossa, però finalment va romandre a Pamplona, i en el seu segon any al CA Osasuna tampoc va tenir minuts i només va jugar amistosos i partits de Copa del Rei, sense cap aparició a la lliga. El 1985 va obtenir la carta de llibertat, i va tornar a Catalunya, on signà contracte per la UE Figueres de Segona Divisió B, i va ajudar a ascendir a segona.
Gratacós va ser titular amb el Figueres durant els vuit anys que hi va ser, que foren els millors en la història del club.
En la seva primera temporada, la 1985/85, el Figueres va assolir un èxit sense precedents: l'ascens a Segona divisió A, i la temporada 1991/92 el millor resultat de la seva història, en disputar la promoció d'ascens a primera. Però un any després l'equip va descendir a Segona B i Gratacòs, ja amb 35 anys, es va retirar i va passar a formar part de la secretaria tècnica del club, i hi va iniciar la seva carrera com a entrenador.

### Com a entrenador
Gratacós va començar a entrenar un any després de retirar-se, tot i que ja havia assumit rols directius amb el Figueres. Després d'un breu període com a entrenador interí, es va fer càrrec de dos equips aficionat a Catalunya, entre ells el Girona CF durant quatre temporades i mitja, fins que va tornar al Figueres el 2001, on va fer història en ser el primer equip de Segona B en arribar a les semifinals de la Copa del Rei, on va perdre per un resultat acumulat de 1–2 contra el Deportivo de La Coruña després d'haver eliminat prèviament, entre d'altres, el FC Barcelona i l'Osasuna.
Gratacós va retornar al Barça B el 2003, i va conduir l'equip a posicions de mitja taula durant dues temporades a Segona B. Posteriorment, va entrenar la selecció catalana de futbol en sis partits amistosos.
El gener de 2010, Gratacós tornà al FC Barcelona, en ser nomenat director de la Ciutat Esportiva Joan Gamper, la seu del planter. El 13 de gener de 2017, fou cessat després de dir que Lionel Messi: "Sense Iniesta, Neymar i els altres, no podria ser ja tan bon jugador".